# Eurovision Song Contest 1969
Eurovision Song Contest 1969 blev et mærkeligt år for ESC. Østrig nægtede at deltage på grund af Spaniens daværende diktatorstyre og hele 4 sange endte med flest point dette år. Der var ingen regler for hvad man skulle stille op i sådan en situation, så man måtte udnævne alle 4 som vindere.
Herudover deltog den dengang yngste deltager, den kun 12-årige dreng Jean-Jacques fra Monaco. Han blev dog i 1989 slået af både Gili Nathaniel fra Israel og Nathalie Paques fra Frankrig, begge 11 år. Fra og med 1990 indførtes reglen om, at deltagere skulle fylde 16 år inden årets udløb (senere strammet til, at deltagerne skulle være 16 på dagen for konkurrencen). I stedet udvikledes Junior Eurovision Song Contest i 2003, der havde sit forbillede i DR's MGP, startet i 2000.

## Deltagere og resultater
| Land (Sprog)   | Solist                    | Sang (Uofficiel oversættelse)     | Plads. | Point |
| -------------- | ------------------------- | --------------------------------- | ------ | ----- |
| Jugoslavien    | Ivan & 3M                 | Pozdrav svijetu                   | 13     | 5     |
| Luxembourg     | Romuald                   | Cathérine                         | 11     | 7     |
| Spanien        | Salomé                    | Vivo cantando                     | 1      | 18    |
| Monaco         | Jean-Jacques              | Maman, maman                      | 6      | 11    |
| Irland         | Muriel Day & the Lindsays | The wages of love                 | 7      | 10    |
| Italien        | Iva Zanicchi              | Due grosse lacrime bianche        | 13     | 5     |
| Storbritannien | Lulu                      | Boom bang-a-bang                  | 1      | 18    |
| Holland        | Lenny Kuhr                | De troubadour                     | 1      | 18    |
| Sverige        | Tommy Körberg             | Judy, min vän                     | 9      | 8     |
| Belgien        | Louis Neefs               | Jennifer Jennings                 | 7      | 10    |
| Schweiz        | Paola del Medico          | Bonjour, bonjour                  | 5      | 13    |
| Norge          | Kirsti Sparboe            | Oj, oj, oj, så glad, jeg skal bli | 16     | 1     |
| Vesttyskland   | Siw Malmkvist             | Primaballerina                    | 9      | 8     |
| Frankrig       | Frida Boccara             | Un jour, un enfant                | 1      | 18    |
| Portugal       | Simone de Oliveira        | Desfolhada portuguesa             | 15     | 4     |
| Finland        | Jarkko & Laura            | Kuin silloin ennen                | 12     | 6     |

40°25′06″N 3°42′37″V / 40.418333333333°N 3.7102777777778°V